# El sonido selvático (álbum)
El Sonido Selvático es el álbum debut de la agrupación musical Los Mirlos. Fue editado originalmente en 1973 por la compañía discográfica Infopesa.

## Lista de canciones
| Lado A |                             |                   |          |  |
| N.º    | Título                      | Escritor(es)      | Duración |  |
| 1.     | «El Sonido de Los Mirlos»   | Gilberto Reátegui | 2:34     |  |
| 2.     | «Bailando con Rosita»       | Danny Johnston    | 2:28     |  |
| 3.     | «Ilusión de Amor»           | Jorge Rodríguez   | 2:45     |  |
| 4.     | «Don Agucho»                | Gilberto Reátegui | 2:58     |  |
| 5.     | «Sinfonía Para Un Recuerdo» | Danny Johnston    | 2:48     |  |
| 6.     | «La Juguetona»              | Jorge Rodríguez   | 2:36     |  |
| 16:09  |                             |                   |          |  |

| Lado B |                    |                   |          |  |
| N.º    | Título             | Escritor(es)      | Duración |  |
| 7.     | «Amor Tierno Amor» | Jorge Rodríguez   | 2:45     |  |
| 8.     | «Hermosa Flor»     | Manuel Linares    | 2:39     |  |
| 9.     | «Chiquita Bonita»  | Gilberto Reátegui | 2:18     |  |
| 10.    | «Lenita»           | Gilberto Reátegui | 2:30     |  |
| 11.    | «Súplica De Amor»  | Hugo Jauregui     | 2:58     |  |
| 12.    | «Makumba»          | Gilberto Reátegui | 2:51     |  |
| 16:01  |                    |                   |          |  |

## Créditos
El Sonido Selvático
- Jorge Rodríguez Grández: Voz
- Danny Johnston: Guitarra eléctrica
- Gilberto Reátegui: Guitarra eléctrica
- Manuel Linares: Bajo
- Hugo Jauregui: Batería
- Carlos Vásquez: Timbales
- Wagner Grandez: Bongós
- Segundo Rodríguez: Güiro